# باتريك لي فيرمور
باتريك لي فيرمور (بالإنجليزية: Patrick Leigh Fermor)‏‏ (11 فبراير 1915 في لندن - 10 يونيو 2011 في ورشستر) كاتب، وروائي، وكاتب سيناريو، وعسكري من المملكة المتحدة.

## الجوائز
- نيشان الامبراطورية البريطانية من رتبة ضابط
- نيشان الخدمة المتميزة [الإنجليزية]‏
- Ptolémée Prize ‏
- زميل في الجمعية الملكية للأدب
- نيشان الفنون والآداب من رتبة فارس

## روابط خارجية
- باتريك لي فيرمور على موقع IMDb (الإنجليزية)